# Х'юстон Стюарт Чемберлен
Х'юстон Стюарт Чемберлен (англ. Houston Stewart Chamberlain, 9 вересня 1855, Саутсі, Гемпшир, Англія, — 9 січня 1927 Байройт, Німеччина) — англо-німецький письменник, соціолог, філософ, один з основоположників наукового расизму.

## Біографія
Народився в Саутсі, штат Гемпшир, Англія, в сім'ї британського адмірала. Погане здоров'я Чемберлена часто приводило до того, що його відправляли в теплі кліматичні зони Росії, Іспанії і Італії на зиму. Це постійне пересування ускладнювало Чемберлену створення тривалих дружніх стосунків. Вивчав природничі науки в Женеві та естетику та філософію в Дрездені. Гарячий шанувальник Ріхарда Вагнера, одружений з дочкою композитора Євою Вагнер. У 1908 році він оселився в Байройті (Баварія), ставши германофілом. Під час Першої світової війни він публікував у німецькій пресі численні антибританські статті, за що в Англії отримав прізвисько «Англійський сувій». На його похороні був Адольф Гітлер, з яким він мав особисте знайомство.

## Ідеї та розробки
Основна робота Чемберлена — опублікований в 1899 р. двотомник «Основи XIX століття» стала вкрай популярною у всій Європі на початку 20 століття. Теоретично Чемберлен розробив тезу про євроцентризм, а саме про те, що європейська культура є результатом злиття п'яти компонентів: мистецтва, літератури та філософії Стародавньої Греції, правової системи та форми правління та управління Давнього Риму, християнства в його протестантській формі, відроджуючи творчий тевтонський дух, який відбиває руйнівний вплив євреїв та юдаїзму загалом.
У I томі своєї книги Чемберлен розглядає події до 1200 р., спадщину античного світу. З еллінізмом наступив небувалий розквіт людського інтелекту, — пише Чемберлен. Греки творили всюди — у мові, релігії, політиці, філософії, науці, історії, географії. Вершиною цього творчого духу став Гомер. Але в спадщині еллінів виявилися й темні сторони: жорстокі недалекоглядні демократії, відсутність високої політики, застаріла мораль і занепад релігії. Греція, на відміну від Риму, на думку Чемберлена, тяжіла до Азії. Незважаючи на двотисячолітню спадщину, Рим не зумів протистояти розпаду на своїй величезній території. Він змістив центр тяжіння цивілізації в бік Заходу, неусвідомлено завершуючи акт світової значимості. Але Рим залишив після себе неймовірну мішанину різних типів і рас. Серед цього хаосу народів виявилися і євреї — єдина раса, якій вдалося зберегти чистоту крові. Силою ж, яка протистоїть крихітній, але впливовій єврейській нації, історія обрала арійців.
У II томі Чемберлен аналізує відродження нового німецького світу і боротьбу за світове панування. У цій боротьбі беруть участь, на думку Чемберлена, три релігійних ідеали: Схід (елліни), Північ (арійці) і Рим. На півночі колишньої Римської імперії арійцям вдалося створити нову культуру, яка «безсумнівно є найбільшим з усього, що було досягнуто людством до теперішнього часу». Євреї стали спадкоємцями римського расового хаосу; арійська раса ж виявилася у відповіді за духовний порятунок людства. Всі досягнення науки, промисловості, політекономії і мистецтва стимулювалися і рухалися вперед арійцями.
Чемберлен називає народження Христа найбільш важливою датою в історії людства. Але для всіх має бути очевидним, писав він, що Христос не був євреєм, в ньому не було ні краплі єврейської крові, а ті хто називав його євреєм були просто неосвіченими або лицемірними людьми.

## Вплив
Ідеї Чемберлена знайшли благодатний ґрунт у творчості низки художників, письменників та дослідників, зокрема Герберта Веллса та ін.
Імператор Вільгельм II назвав його роботу монографією найбільшої важливості.
Джордж Бернард Шоу назвав його книгу «Основи XIX століття» «справжнім шедевром».

## Твори
- Das Drama Richard Wagners, 1892.
- Recherches sur La Seve Ascendante, Neuchâtel, 1897.
- The Life of Wagner, Munich, 1897, translated into English by G. Ainslie Hight.
- Grundlagen des Neunzehnten Jahrhunderts, 1899.
- Immanuel Kant. Die Persönlichkeit als Einführung in das Werk, Munich: F. Bruckmann, 1905, 786 pages.
- The Foundations of the Nineteenth Century, translated into English from the German by John Lees, M.A., D.Lit